# Tobisoa Njakanirina
Sandratrinianina Tobisoa Njakanirina (ur. 7 listopada 1984 w Antsirabe) – madagaskarski piłkarz grający na pozycji obrońcy. W swojej karierze rozegrał 37 meczów w reprezentacji Madagaskaru.

## Kariera klubowa
Swoją karierę piłkarską Njakanirina rozpoczął w klubie Académie Ny Antsika. Zadebiutował w nim w sezonie 2003 i grał w nim do 2011 roku. Wywalczył z nim mistrzostwo Madagaskaru w sezonie 2008 oraz trzy wicemistrzostwa w sezonach 2006, 2009 i 2010. W latach 2012–2020 był zawodnikiem klubu CNaPS Sport. Sześciokrotnie został z nim mistrzem kraju w sezonach 2013, 2014, 2015, 2016, 2017 i 2018. W latach 2015 i 2016 zdobył z nim dwa Puchary Madagaskaru. W 2021 roku grał w CS-DFC, w którym zakończył karierę.

## Kariera reprezentacyjna
W reprezentacji Madagaskaru Njakanirina zadebiutował 18 maja 2014 roku w przegranym 1:2 meczu kwalifikacji do Pucharu Narodów Afryki 2015 z Ugandą, rozegranym w Mahajandze. Od 2014 do 2019 wystąpił w kadrze narodowej 37 razy.